# Seedorf Racing
Seedorf Racing — колишня приватна гоночна команда, що брала участь у чемпіонаті світу з шосейно-кільцевих мотоперегонів MotoGP в класі 125сс у період з 2003 по 2007 роки. Заснована відомим нідерландським футболістом Кларенсом Зеєдорфом.

## Історія

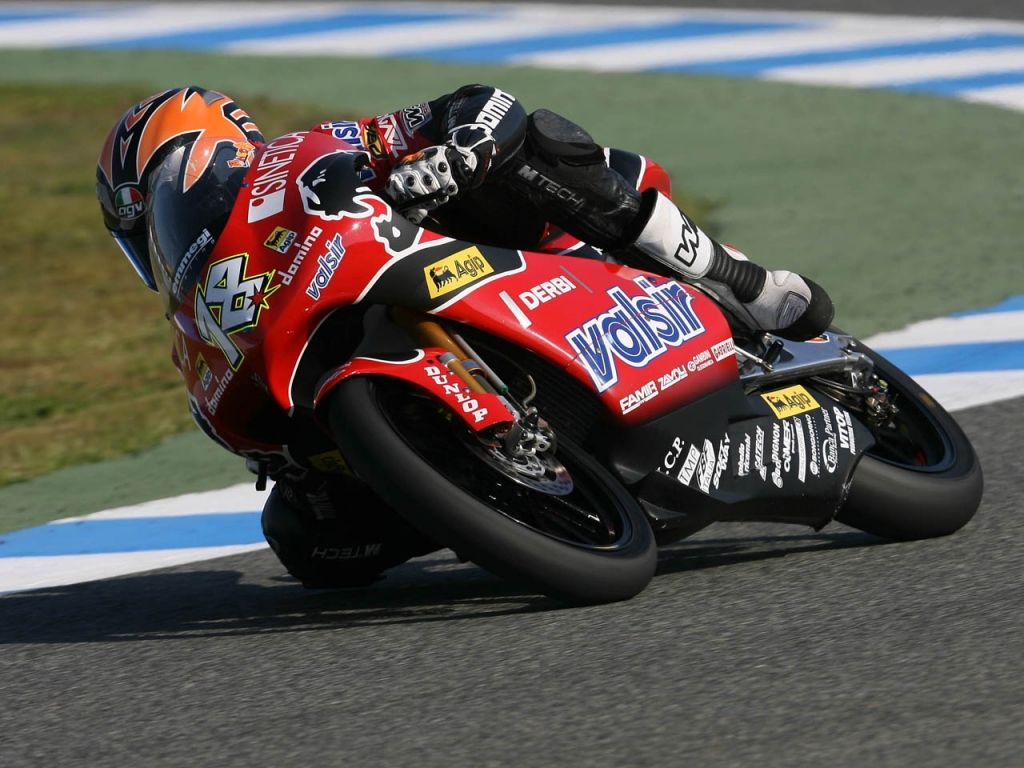
Ніко Тероль на Гран-Прі Іспанії, 2007 рік

«Seedorf Racing» була заснована в 2002 році Кларенсом Зеєдорфом як проект для підтримки молодих спортсменів. Першим змаганням, у якому взяла участь команда, був чемпіонат Іспанії з шосейно-кільцевих мотоперегонів в класі 125cc. Єдиним гонщиком був Ісмаель Ортега.

### Дебют у MotoGP
У 2003 році «Seedorf Racing» взяла участь в чемпіонаті світу з шосейно-кільцевих мотоперегонів серії MotoGP в класі 125сс. На Гран-Прі Австралії гонщику команді Альваро Баутісті вдалося зайняти четверте місце (найкращий результат серед іспанців). Також на Гран-Прі Валенсії Баутісті вдалося фінішувати на шостій позиції. Протягом першої половини сезону англійський гонщик Крістофер Мартін виступав на другому мотоциклі, у другій половині сезону його змінив данський гонщик Роббін Хармс.
У 2004 році інший відомий футболіст Роберто Карлос став співвласником «Seedorf Racing», внаслідок чого команда змінила назву на «Seedorf RC3». Команда знову узяла участь у чемпіонаті світу в класі 125сс з іспанськими гонщиками Гектором Барберою та Альваро Баутістою. Барбера загалом виграв чотири гонки (у Каталонії, Ріо-де-Жанейро, Португалії та Валенсії), а також ще три рази досяг подіуму (друге місце в Німеччині та два третіх у Хересі і Італії), тоді як Альваро Баутіста був на подіумі чотири рази (другий в Англії, і тричі третій в Катарі, Малайзії та Австралії). В загальному заліку Баутіста став віце-чемпіоном (найкраще місце в історії команди), а Барбера посів сьоме місце.
У 2006 році «Seedorf Racing» об'єдналася з командою «Racing World» Стефано Бедона, спільна команда стала називатись «Seedorf Racing World» і виступати за італійською ліцензією. Гонщиками були Фабріціо Лай і Мікеле Конті, які виступали на мотоциклах Honda; найкращим досягненням команди було третю місце Лая на Гран-Прі Франції.
2007 рік був другим роком співпраці, але цього разу з Gruppo Piaggio: команда стала офіційною заводською командою Derbi. Її гонщик чех Лукаш Пешек виграв дві гонки в Китаї та Австралії, тоді як іспанець Ніко Тероль продемонстрував кілька гірших результатів.

### Розпад команди
2008 рік був переломним для спільної команди, коли «Seedorf Racing» вирішила припинити співпрацю з Piaggio і Derbi через деякі розбіжності і проблеми. Команда втратила статус офіційної заводської команди Derbi і змінила постачальника мотоциклів на KTM. Команда була заявлена у попередньому списку на чемпіонат світу в класі 125сс під назвою «Seedorf KTM 125», але Зеєдорф і Стефано Бедон розійшлися. Відтоді «Seedorf Racing» більше не керує сам Зеєдорф. Бедон став керувати командою під назвою «I.S.P.A. KTM Aran».

## Статистика виступів
| Сезон | Клас  | Назва команди               | Мотоцикл | Номер | Гонщик           | Очки | Місце |
| ----- | ----- | --------------------------- | -------- | ----- | ---------------- | ---- | ----- |
| 2003  | 125сс | Seedorf Racing              | Aprilia  | 19    | Альваро Баутіста | 31   | 20    |
| 2003  | 125сс | Seedorf Racing              | Aprilia  | 88    | Робін Хармс      | 8    | 26    |
| 2003  | 125сс | Seedorf Racing              | Aprilia  | 14    | Крістофер Мартін | 0    | НК    |
| 2004  | 125сс | Seedorf Racing              | Aprilia  | 19    | Альваро Баутіста | 129  | 7     |
| 2004  | 125сс | Seedorf Racing              | Aprilia  | 3     | Ектор Барбера    | 202  | 2     |
| 2005  | 125сс | Seedorf RC3-Tiempo Holidays | Honda    | 19    | Альваро Баутіста | 47   | 15    |
| 2005  | 125сс | Seedorf RC3-Tiempo Holidays | Honda    | 41    | Алеїч Еспаргаро  | 36   | 16    |
| 2006  | 125сс | Valsir Seedorf Racing       | Honda    | 32    | Фабріціо Лай     | 83   | 11    |
| 2006  | 125сс | Valsir Seedorf Racing       | Honda    | 16    | Мікеле Конті     | 0    | НК    |
| 2007  | 125сс | Valsir Seedorf Derbi        | Derbi    | 52    | Лукаш Пешек      | 182  | 4     |
| 2007  | 125сс | Valsir Seedorf Derbi        | Derbi    | 18    | Ніко Тероль      | 19   | 22    |